# Eerste divisie 1982/83 (nacompetitie)/Wedstrijden
Het Nederlandse Eerste divisie voetbal uit het seizoen 1982/83 kende aan het einde van de reguliere competitie een nacompetitie. De vier periodekampioenen streden om promotie naar de Eredivisie.
Winnaar van deze elfde editie werd FC Den Bosch.

## Speelronde 1
|                   |                  |       |               |                                                                                        |
| 19 mei 1983 19:30 | SC Cambuur       | 1 – 1 | MVV           | Stadion: Cambuurstadion, Leeuwarden Toeschouwers: 10.000 Scheidsrechter: Egbert Mulder |
| 19 mei 1983 19:30 | Henk Veldmate 2' |       | 53' Jean Maas | Stadion: Cambuurstadion, Leeuwarden Toeschouwers: 10.000 Scheidsrechter: Egbert Mulder |
| 19 mei 1983 19:30 |                  |       |               | Stadion: Cambuurstadion, Leeuwarden Toeschouwers: 10.000 Scheidsrechter: Egbert Mulder |
| 19 mei 1983 19:30 |                  |       |               | Stadion: Cambuurstadion, Leeuwarden Toeschouwers: 10.000 Scheidsrechter: Egbert Mulder |
|                   |                  |       |               |                                                                                        |

|                   |        |                                                                |              |                                                                           |
| 19 mei 1983 19:30 | FC VVV | 0 – 3                                                          | FC Den Bosch | Stadion: De Koel, Venlo Toeschouwers: 6.000 Scheidsrechter: Gerard Geurds |
| 19 mei 1983 19:30 |        | John van Nielen 8' Wim van der Horst 23' Roger Schouwenaar 72' |              | Stadion: De Koel, Venlo Toeschouwers: 6.000 Scheidsrechter: Gerard Geurds |
| 19 mei 1983 19:30 |        |                                                                |              | Stadion: De Koel, Venlo Toeschouwers: 6.000 Scheidsrechter: Gerard Geurds |
| 19 mei 1983 19:30 |        |                                                                |              | Stadion: De Koel, Venlo Toeschouwers: 6.000 Scheidsrechter: Gerard Geurds |
|                   |        |                                                                |              |                                                                           |

## Speelronde 2
|                   |                           |       |                  |                                                                                       |
| 23 mei 1983 19:30 | FC Den Bosch              | 2 – 0 | SC Cambuur       | Stadion: De Vliert, 's-Hertogenbosch Toeschouwers: 17.000 Scheidsrechter: Cees Bakker |
| 23 mei 1983 19:30 | Wim van der Horst 3', 74' |       | 4' Koko Hoekstra | Stadion: De Vliert, 's-Hertogenbosch Toeschouwers: 17.000 Scheidsrechter: Cees Bakker |
| 23 mei 1983 19:30 |                           |       |                  | Stadion: De Vliert, 's-Hertogenbosch Toeschouwers: 17.000 Scheidsrechter: Cees Bakker |
| 23 mei 1983 19:30 |                           |       |                  | Stadion: De Vliert, 's-Hertogenbosch Toeschouwers: 17.000 Scheidsrechter: Cees Bakker |
|                   |                           |       |                  |                                                                                       |

|                   |     |                |        |                                                                                  |
| 23 mei 1983 19:30 | MVV | 0 – 1          | FC VVV | Stadion: De Geusselt, Maastricht Toeschouwers: 7.500 Scheidsrechter: Piet Bosman |
| 23 mei 1983 19:30 |     | 76' Hans Coort |        | Stadion: De Geusselt, Maastricht Toeschouwers: 7.500 Scheidsrechter: Piet Bosman |
| 23 mei 1983 19:30 |     |                |        | Stadion: De Geusselt, Maastricht Toeschouwers: 7.500 Scheidsrechter: Piet Bosman |
| 23 mei 1983 19:30 |     |                |        | Stadion: De Geusselt, Maastricht Toeschouwers: 7.500 Scheidsrechter: Piet Bosman |
|                   |     |                |        |                                                                                  |

## Speelronde 3
|                   |                                                            |       |                       |                                                                                      |
| 27 mei 1983 19:30 | SC Cambuur                                                 | 2 – 1 | FC VVV                | Stadion: Cambuurstadion, Leeuwarden Toeschouwers: 7.500 Scheidsrechter: Henk Weerink |
| 27 mei 1983 19:30 | Mario Verlijsdonk 16' (e.d.) Gerrie Schouwenaar 52' (pen.) |       | 57' Mario Verlijsdonk | Stadion: Cambuurstadion, Leeuwarden Toeschouwers: 7.500 Scheidsrechter: Henk Weerink |
| 27 mei 1983 19:30 |                                                            |       |                       | Stadion: Cambuurstadion, Leeuwarden Toeschouwers: 7.500 Scheidsrechter: Henk Weerink |
| 27 mei 1983 19:30 |                                                            |       |                       | Stadion: Cambuurstadion, Leeuwarden Toeschouwers: 7.500 Scheidsrechter: Henk Weerink |
|                   |                                                            |       |                       |                                                                                      |

|                   |     |                                                 |              |                                                                                         |
| 27 mei 1983 19:30 | MVV | 0 – 3                                           | FC Den Bosch | Stadion: De Geusselt, Maastricht Toeschouwers: 6.000 Scheidsrechter: Chris van der Laar |
| 27 mei 1983 19:30 |     | 9', 68' Roger Schouwenaar 66' Wim van der Horst |              | Stadion: De Geusselt, Maastricht Toeschouwers: 6.000 Scheidsrechter: Chris van der Laar |
| 27 mei 1983 19:30 |     |                                                 |              | Stadion: De Geusselt, Maastricht Toeschouwers: 6.000 Scheidsrechter: Chris van der Laar |
| 27 mei 1983 19:30 |     |                                                 |              | Stadion: De Geusselt, Maastricht Toeschouwers: 6.000 Scheidsrechter: Chris van der Laar |
|                   |     |                                                 |              |                                                                                         |

## Speelronde 4
|                   |                                          |       |                 |                                                                                              |
| 29 mei 1983 19:30 | FC Den Bosch                             | 2 – 1 | MVV             | Stadion: De Vliert, 's-Hertogenbosch Toeschouwers: 20.500 Scheidsrechter: Henk van Ettekoven |
| 29 mei 1983 19:30 | Wim van der Horst 6' John van Nielen 56' |       | 59' John Massot | Stadion: De Vliert, 's-Hertogenbosch Toeschouwers: 20.500 Scheidsrechter: Henk van Ettekoven |
| 29 mei 1983 19:30 |                                          |       |                 | Stadion: De Vliert, 's-Hertogenbosch Toeschouwers: 20.500 Scheidsrechter: Henk van Ettekoven |
| 29 mei 1983 19:30 |                                          |       |                 | Stadion: De Vliert, 's-Hertogenbosch Toeschouwers: 20.500 Scheidsrechter: Henk van Ettekoven |
|                   |                                          |       |                 |                                                                                              |

|                   |        |                       |            |                                                                           |
| 29 mei 1983 19:30 | FC VVV | 0 – 1                 | SC Cambuur | Stadion: De Koel, Venlo Toeschouwers: 2.500 Scheidsrechter: Gerard Geurds |
| 29 mei 1983 19:30 |        | 1' Gerrie Schouwenaar |            | Stadion: De Koel, Venlo Toeschouwers: 2.500 Scheidsrechter: Gerard Geurds |
| 29 mei 1983 19:30 |        |                       |            | Stadion: De Koel, Venlo Toeschouwers: 2.500 Scheidsrechter: Gerard Geurds |
| 29 mei 1983 19:30 |        |                       |            | Stadion: De Koel, Venlo Toeschouwers: 2.500 Scheidsrechter: Gerard Geurds |
|                   |        |                       |            |                                                                           |

## Speelronde 5
|                   |        |                               |     |                                                                            |
| 1 juni 1983 19:30 | FC VVV | 0 – 2                         | MVV | Stadion: De Koel, Venlo Toeschouwers: 1.300 Scheidsrechter: Charles Corver |
| 1 juni 1983 19:30 |        | 41' Jean Maas 55' John Massot |     | Stadion: De Koel, Venlo Toeschouwers: 1.300 Scheidsrechter: Charles Corver |
| 1 juni 1983 19:30 |        |                               |     | Stadion: De Koel, Venlo Toeschouwers: 1.300 Scheidsrechter: Charles Corver |
| 1 juni 1983 19:30 |        |                               |     | Stadion: De Koel, Venlo Toeschouwers: 1.300 Scheidsrechter: Charles Corver |
|                   |        |                               |     |                                                                            |

|                   |                          |       |                      |                                                                                             |
| 1 juni 1983 19:30 | SC Cambuur               | 1 – 1 | FC Den Bosch         | Stadion: Cambuurstadion, Leeuwarden Toeschouwers: 12.000 Scheidsrechter: Ignace van Swieten |
| 1 juni 1983 19:30 | Henk Veldmate 84' (pen.) |       | 79' (pen.) Dick Salm | Stadion: Cambuurstadion, Leeuwarden Toeschouwers: 12.000 Scheidsrechter: Ignace van Swieten |
| 1 juni 1983 19:30 |                          |       |                      | Stadion: Cambuurstadion, Leeuwarden Toeschouwers: 12.000 Scheidsrechter: Ignace van Swieten |
| 1 juni 1983 19:30 |                          |       |                      | Stadion: Cambuurstadion, Leeuwarden Toeschouwers: 12.000 Scheidsrechter: Ignace van Swieten |
|                   |                          |       |                      |                                                                                             |

## Speelronde 6
|                   |                       |       |                                         |                                                                                            |
| 4 juni 1983 19:30 | FC Den Bosch          | 1 – 2 | FC VVV                                  | Stadion: De Vliert, 's-Hertogenbosch Toeschouwers: 9.500 Scheidsrechter: John Blankenstein |
| 4 juni 1983 19:30 | Roger Schouwenaar 17' |       | 25' Mario Verlijsdonk 42' John Taihuttu | Stadion: De Vliert, 's-Hertogenbosch Toeschouwers: 9.500 Scheidsrechter: John Blankenstein |
| 4 juni 1983 19:30 |                       |       |                                         | Stadion: De Vliert, 's-Hertogenbosch Toeschouwers: 9.500 Scheidsrechter: John Blankenstein |
| 4 juni 1983 19:30 |                       |       |                                         | Stadion: De Vliert, 's-Hertogenbosch Toeschouwers: 9.500 Scheidsrechter: John Blankenstein |
|                   |                       |       |                                         |                                                                                            |

|                   |     |                                                                |            |                                                                                 |
| 4 juni 1983 19:30 | MVV | 0 – 3                                                          | SC Cambuur | Stadion: De Geusselt, Maastricht Toeschouwers: 250 Scheidsrechter: Jan Severein |
| 4 juni 1983 19:30 |     | 23' (pen.) Henk Veldmate 79' Gerrie Schouwenaar 89' Foeke Booy |            | Stadion: De Geusselt, Maastricht Toeschouwers: 250 Scheidsrechter: Jan Severein |
| 4 juni 1983 19:30 |     |                                                                |            | Stadion: De Geusselt, Maastricht Toeschouwers: 250 Scheidsrechter: Jan Severein |
| 4 juni 1983 19:30 |     |                                                                |            | Stadion: De Geusselt, Maastricht Toeschouwers: 250 Scheidsrechter: Jan Severein |
|                   |     |                                                                |            |                                                                                 |

## Voetnoten
SC Amersfoort ·
FC Den Bosch '67 ·
SC Cambuur ·
DS '79 ·
Eindhoven ·
De Graafschap ·
FC Den Haag ·
sc Heerenveen ·
Heracles '74 ·
MVV ·
SVV ·
Telstar ·
SC Veendam ·
Vitesse ·
FC Volendam ·
FC VVV ·
FC Wageningen
Eredivisie

1960 · 1975 · 1987 · 1988
Eerste divisie

1973 · 1974 · 1975 · 1976 · 1977 · 1978 · 1979 · 1980 · 1981 · 1982 · 1983 · 1984 · 1985 · 1986 · 1987 · 1988 · 1989 · 1990 · 1991 · 1992 · 1993 · 1994 · 1995 · 1996 · 1997 · 1998 · 1999 · 2000 · 2001 · 2002 · 2003 · 2004 · 2005

Vanaf 2006 staan alle competities op 1 pagina.

2006 · 2007 · 2008 · 2009 · 2010 · 2011 · 2012 · 2013 · 2014 · 2015 · 2016 · 2017 · 2018 · 2019 · 2020 · 2021 · 2022 · 2023 · 2024